# OpenDaylight
OpenDaylightプロジェクトはLinux Foundation傘下の共同オープンソースプロジェクトである。プロジェクトの目的はSoftware Defined Networking(SDN)の利用を加速させ、ネットワーク機能を仮想化するネットワーク仮想化（NFV）を実現する強固な基礎を作ることである。

## 技術概観
2016年、OpenDaylightの最新リリースはHeliumリリースである。コントローラープラットフォーム（コントローラー上で実行される可能性のあるアプリケーションを除く）は、動的にプラグ可能なモジュールのコレクションで構成され、各モジュールは1つ以上のSDN関連の機能とサービスを実行する。次のリストで説明するように、5つのモジュールは基本ネットワークサービス機能と見なされ、OpenDaylightの実装に含まれる可能性がある。5つのモジュールは、それぞれトポロジ、統計、スイッチ、転送ルールマネージャ、およびホストトラッカーである。
OpenDaylightのネットワークアプリケーション、オーケストレーション、サービスレイヤーは、ネットワークの動作を制御、監視するビジネスとネットワークロジックのアプリケーションで構成されている。

## 仮想テナントネットワーク技術
OpenDaylightの仮想テナントネットワーク（VTN）は、NECによって開発されたOpenDaylight（ODL）プラグインである。VLANテクノロジーを使用してSDN上にマルチテナント仮想ネットワークを提供する。VTN抽象化機能により、ユーザーは、物理ネットワークトポロジや帯域幅の制限を知らなくても、仮想ネットワークを設計および展開できる。
VTNは、次の2つのコンポーネントで構成されている:
- VTNマネージャー

他のモジュールと相互作用してVTNモデルのコンポーネントを実装するODLコントローラープラグイン。 また、コントローラーでVTNコンポーネントを構成するためのRESTインターフェイスも提供する
- VTNコーディネーター

VTN仮想化のためにユーザーにRESTインターフェースを提供する外部アプリケーション。 VTN Managerプラグインと対話して、ユーザー構成を実装する。 複数のコントローラーのオーケストレーションも可能である。

## 支援企業
| プラチナメンバー - ブロケード コミュニケーションズ システムズ - シスコシステムズ - シトリックス・システムズ - デル - エリクソン - ヒューレット・パッカード - IBM - インテル - ジュニパーネットワークス - マイクロソフト - レッドハット ゴールドメンバー - 日本電気 - VMware | シルバーメンバー - A10 Networks - ADVA Optical Networking - アリスタネットワークス - アバイア (Shortest Path Bridging) - Ciena - Contextream - Coriant - Cyan, Inc. - 富士通 - Guavus - ファーウェイ - Inocybe - Midokura - Pantheon - Plexxi - PLUMgrid - Radware - Versa Networks - ZTE |